# Carolina Castro Padilla
Carolina Castro Padilla, (Aguascalientes, 10 de mayo de 1938) es docente, escritora, ilustradora, investigadora y promotora cultural mexicana.

## Biografía
Estuvo fuera de su lugar de origen por varios años y en 1957 regresó a su estado natal para establecerse de forma permanente. Con una carrera comercial del estado de Durango, la cual le permitió trabajar, inició una trayectoria en diversos campos artísticos, como la danza clásica, el dibujo, teatro, cerámica y serigrafía, entre otros.
Posteriormente ingresó a la Escuela Normal del Colegio Guadalupe Victoria, paralelo a ello estudió la carrera de maestra en Lengua y Literatura española en la Escuela Normal Superior Nueva Galicia, en Guadalajara. Así mismo, se formó en lengua y literatura española en el Instituto de Cultura Hispánica en Madrid. Así como también apreciación del arte, en la Sorbona, en París en 1975.

## Trayectoria
Sus comienzos laborales como docente fueron en el colegio La Paz en el nivel secundaria, también colaboró como asesora en redacción e investigación documental del Sistema de Educación a Distancia de la Universidad Pedagógica Nacional en Aguascalientes.
A la par laboró en el Instituto Cultural de Aguascalientes de 1987 al 2004. Se desempeñó como directora del Museo José Guadalupe Posada; posteriormente, cuando se creó el Pabellón Antonio Acevedo Escobedo que contiene la biblioteca personal del autor, se le encomendó su dirección.
Publicó textos de forma periódica en la revista Talleres y además, fue encargada de la obra gráfica.
Forma parte de la Corresponsalía en Aguascalientes del Seminario de Cultura Mexicana desde 1995. Y colaboró en libros destinados a la educación.
Y, en reconocimiento de su trayectoria, desde 2022 la Biblioteca-Ludoteca del pabellón de Oncología Pediátrica del Hospital General de Zona No. 3 del IMSS en Aguascalientes, lleva su nombre.

### Estilo
Su literatura se caracteriza, sobre todo, por ser literatura infantil, cuento y novela corta y la minificción,

## Obras

#### Literatura infantil
- El mundo de Mariana (1993)

- La arañita que no sabía tejer (1994)

##### Novela corta
- Olor a violetas
- Primavera del 33
- Bajo las aguas crecen nuestros recuerdos
- Allá te espera la vida.2012

###### Minificción
- Volviendo al espejo
- Cabalgar no cuesta nada
- Noatalgia
- Aquí por siempre